# Columba livia
Il piccione selvatico occidentale (Columba livia, Gmelin, 1789) è una specie di columbide abbastanza diffusa; riconoscibile per le sue forme caratteristiche è da secoli chiamato anche piccione domestico in quanto evolutosi per fattore di sopravvivenza della specie accostandosi sempre più all'uomo divenendo così piccione domestico. Da Columba livia domestica, che include i piccioni viaggiatori e numerose razze, discendono i colombi semi-selvatici diffusi in quasi tutto il mondo, soprattutto nelle grandi città.
La forma selvatica è strettamente affine al piccione selvatico orientale (Columba rupestris) e al piccione delle nevi (Columba leuconota), con le quali forma un gruppo di specie ad anello.

## Sistematica
Si tratta di una specie politipica e presenta undici sottospecie riconosciute.
Esistono tantissime razze, con diversi colori e conformazioni di varie parti del corpo. 

## Aspetti
Di aspetto simile al colombaccio (Columba palumbus), se ne distingue per:
- la mancanza delle macchie bianche attorno al collo;
- il becco bruno anziché rosso e giallo;
- la mancanza di una linea bianca che attraversa superiormente l'ala del colombaccio;
- il groppone bianco;
- le dimensioni leggermente inferiori;
- due righe nere orizzontali sulle ali;

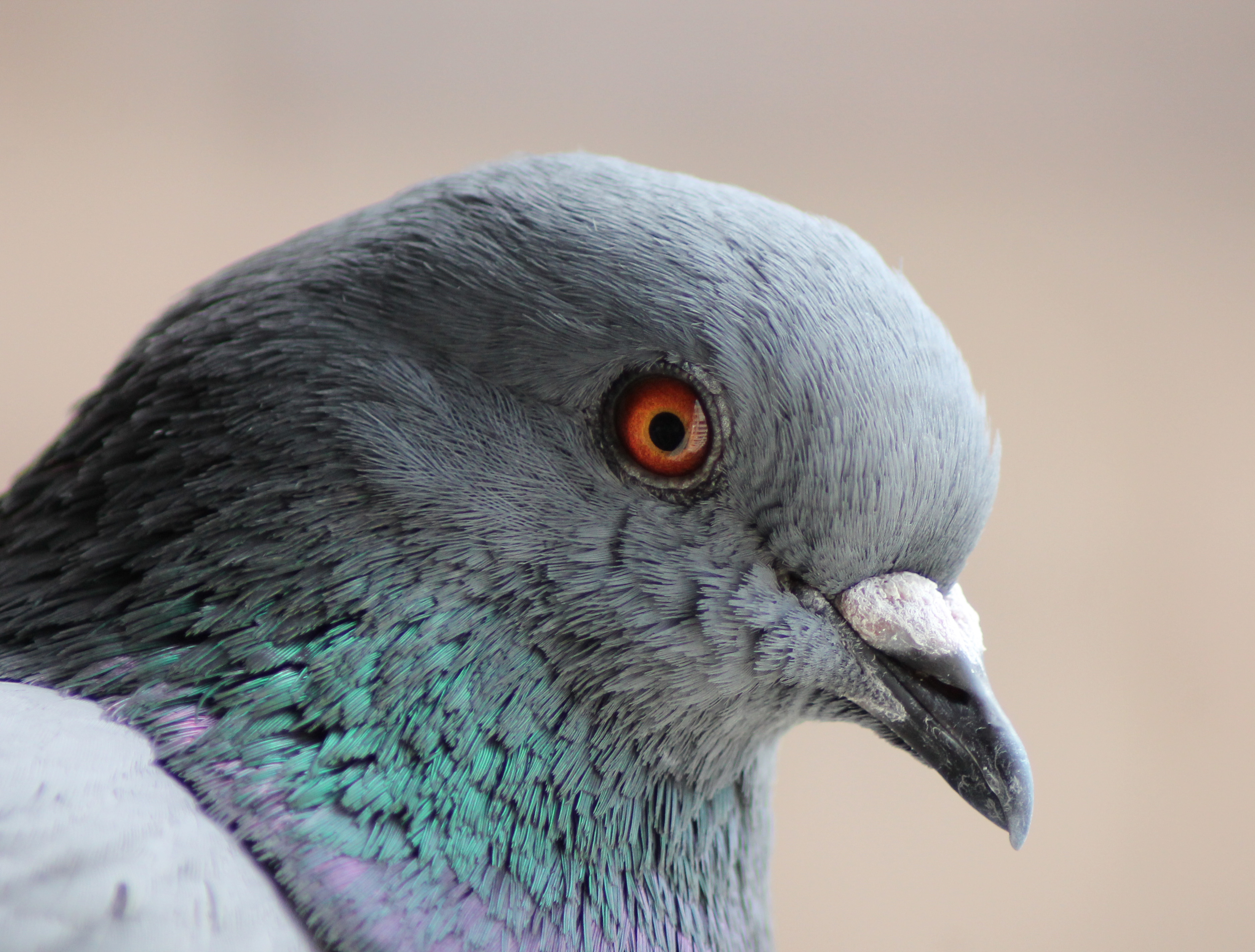
Testa

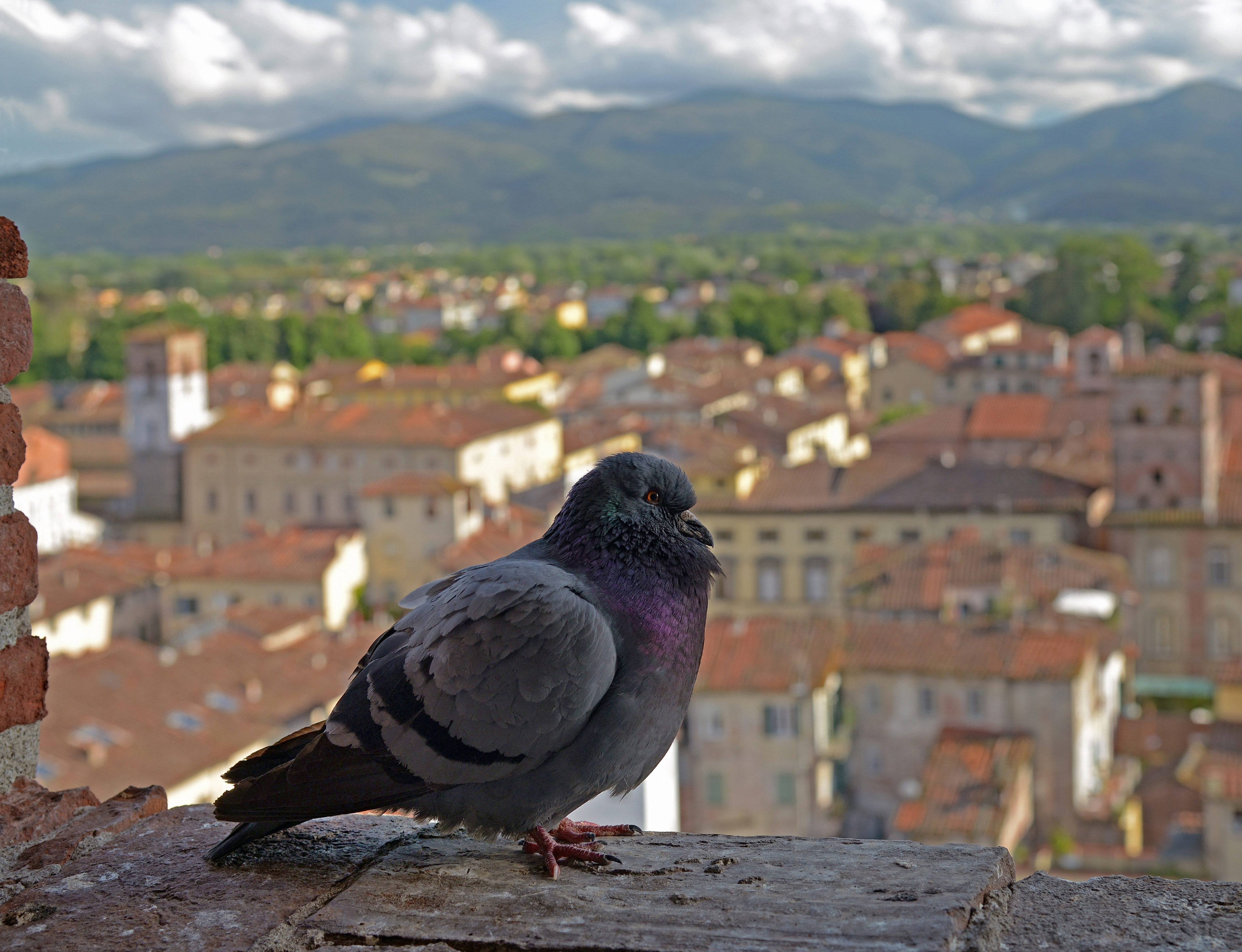
Piccione in riposo

L'uccello è lungo 30–35 cm con apertura alare di 62–68 cm. Il groppone bianco è la migliore caratteristica identificativa del piccione, ma anche le due linee nere che corrono sulle ali grigie. La coda è bordata di bianco. La testa e il collo sono grigio blu scuro nell'adulto con riflessi smeraldini. Gli occhi sono arancioni e possono essere circondati da anelli grigio-bianco. Le zampe sono rossastre.
È resistente e veloce nel volo. La vita di un piccione comune varia dai 3 ai 5 anni allo stato selvatico, ma può raggiungere anche 15 anni per le razze addomesticate.
Non è facile distinguere i due sessi, solo quando stanno insieme si può osservare il tipico comportamento del maschio che corteggia la femmina gonfiando il collo, roteando più volte su se stesso in una bizzarra danza ed emettendo un suono rugoloso, onomatopeicamente "trr" o "turu turu"; è inoltre a volte possibile distinguere la femmina dalla statura, spesso leggermente più piccola, e dal fatto che a volte si lascia rincorrere dal pretendente.
Durante l'accoppiamento, il maschio e la femmina si prendono per il becco e piegano il collo a vicenda molte volte, fino a quando la femmina non si accovaccia ed il maschio le salta sulla schiena per fecondarla.
La coppia cova due uova di colore bianco deposte dalla femmina, per 21 giorni si alternano: di mattina e di notte la femmina, di pomeriggio il maschio. 
I nuovi nati saranno alimentati dalla coppia per i primi 5 giorni con una specie di latte proveniente dal gozzo dei genitori e per i giorni successivi l'alimentazione sarà un mix tra latte, semi di grano, semi di granturco e altro che i genitori possono facilmente trovare.
In un mese i piccoli sono pronti per volare ed abbandonare il nido e dopo solo sei mesi sono in grado di riprodursi.
Il piccione è dotato di ottimi sensi: può distinguere una moltitudine di colori avendo 5 tipologie di coni (la maggior parte degli uccelli ne ha solo 4 e l'essere umano 3).
Sono inoltre in grado di memorizzare oltre 700 simboli ricordandoli per anni e possono capire se un vocabolo è di senso compiuto dalla frequenza di alcune lettere.

## Habitat

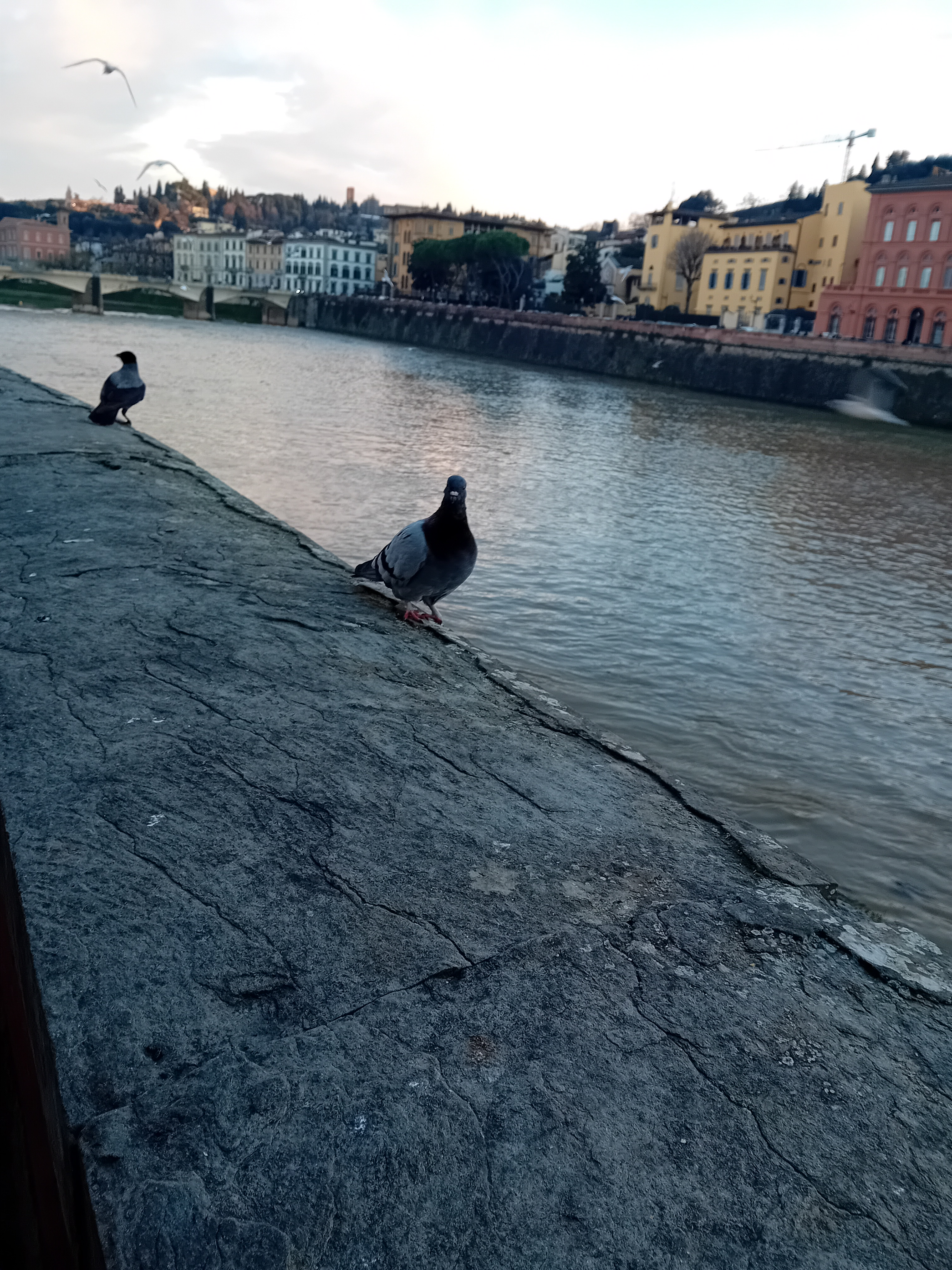
Un piccione (e una cornacchia grigia) a Firenze

Il piccione è tipico dell'Europa meridionale, del Nordafrica, e del Medio Oriente. Nelle città italiane come in molte altre europee è altamente presente, soprattutto nelle piazze e nei parchi. Ciò costringe ad aumentare la frequenza degli interventi di manutenzione in esterno.
Il piccione è granivoro, quindi la sua alimentazione consiste in cereali e leguminose.

## Pericoli e danni per l'uomo
I piccioni possono essere portatori di malattie infettive e parassiti nocivi per la salute dell'uomo. 
Attraverso le loro deiezioni deturpano monumenti, edifici e possono contaminare alimenti o merci e, attraverso l’acido urico, rovinare auto e diversi mezzi di trasporto.

## Predatori
I principali predatori dei piccioni possono essere i falchi o falchetti di campagna, (grillai o gheppi) e quando non sono adulti, bisce e vipere.

## Parassiti

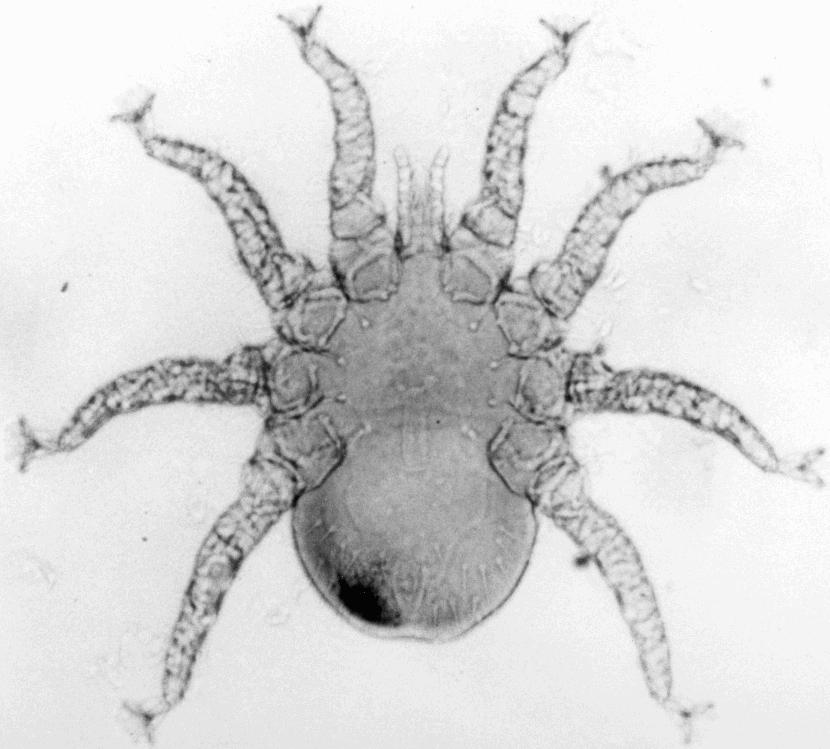
Tinaminyssus melloi
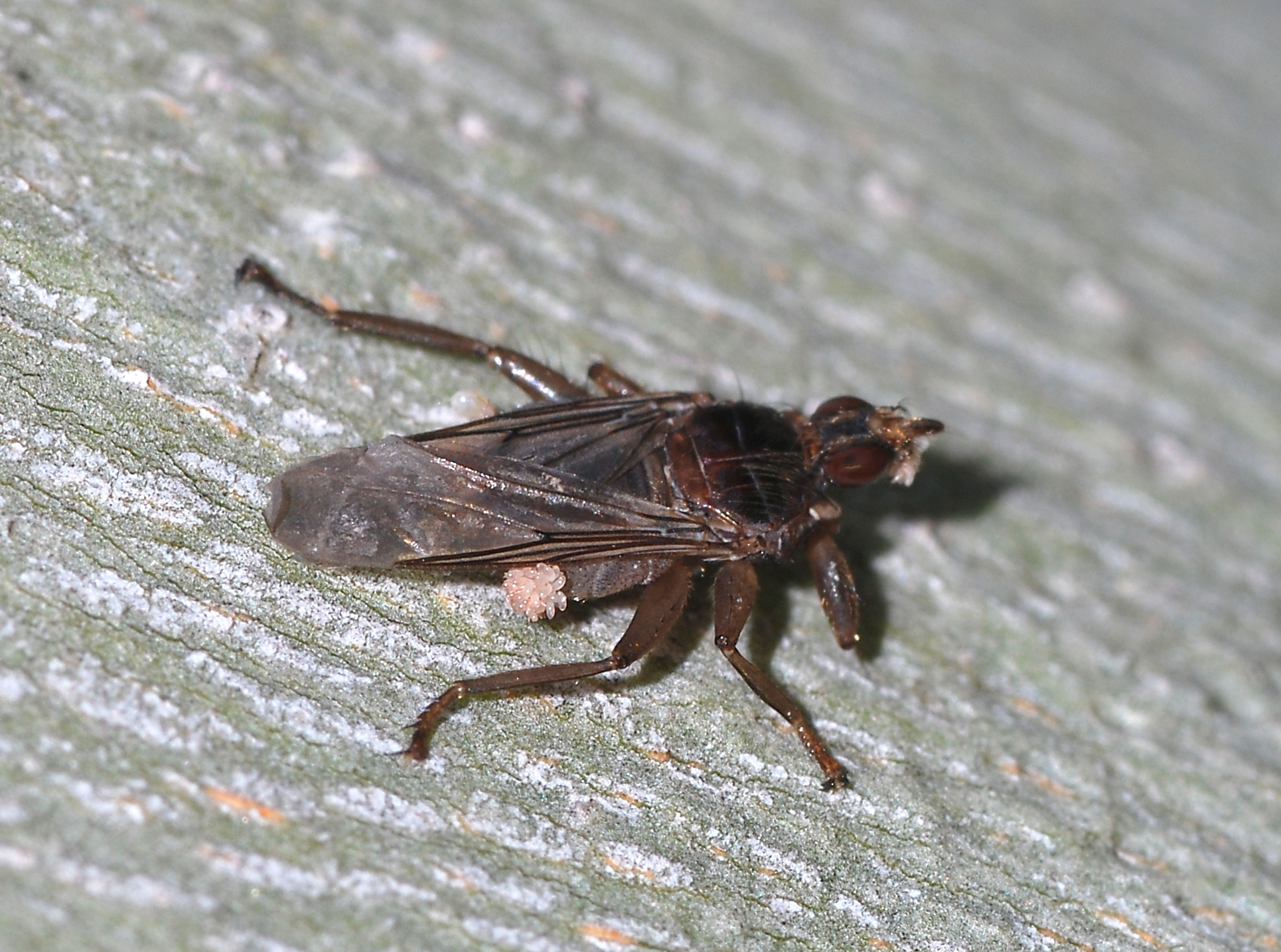
Pseudolynchia canariensis
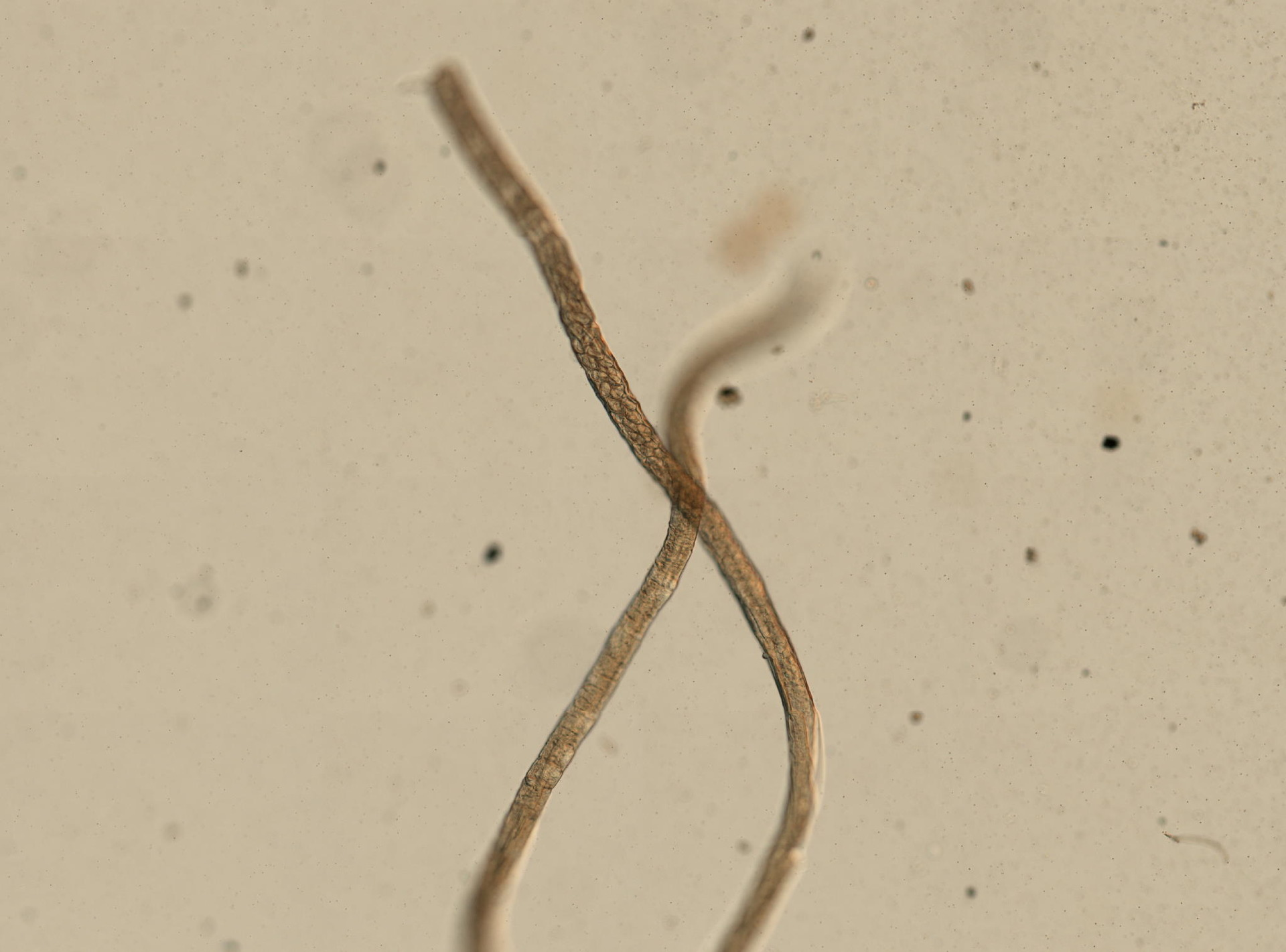
Capillaria columbae
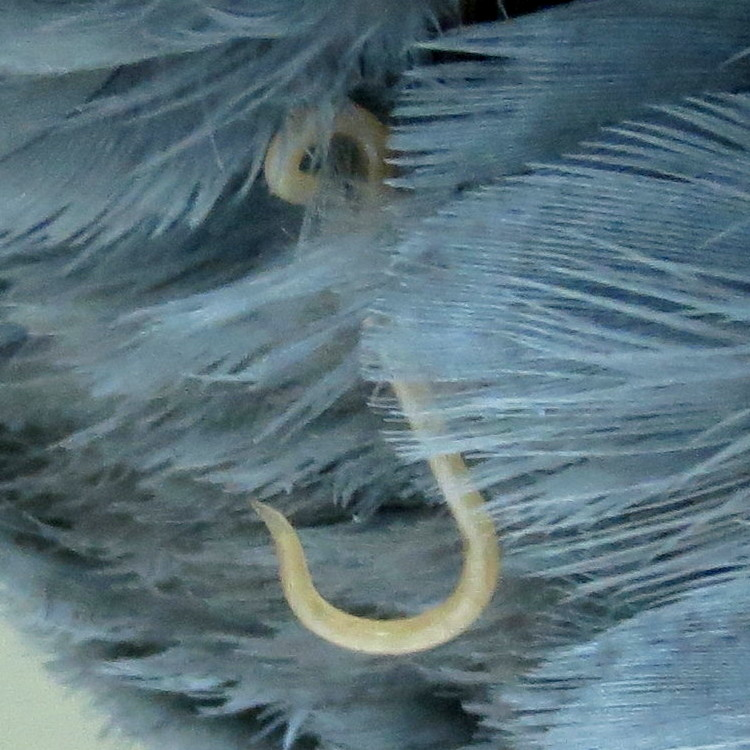
Ascaridia columbae
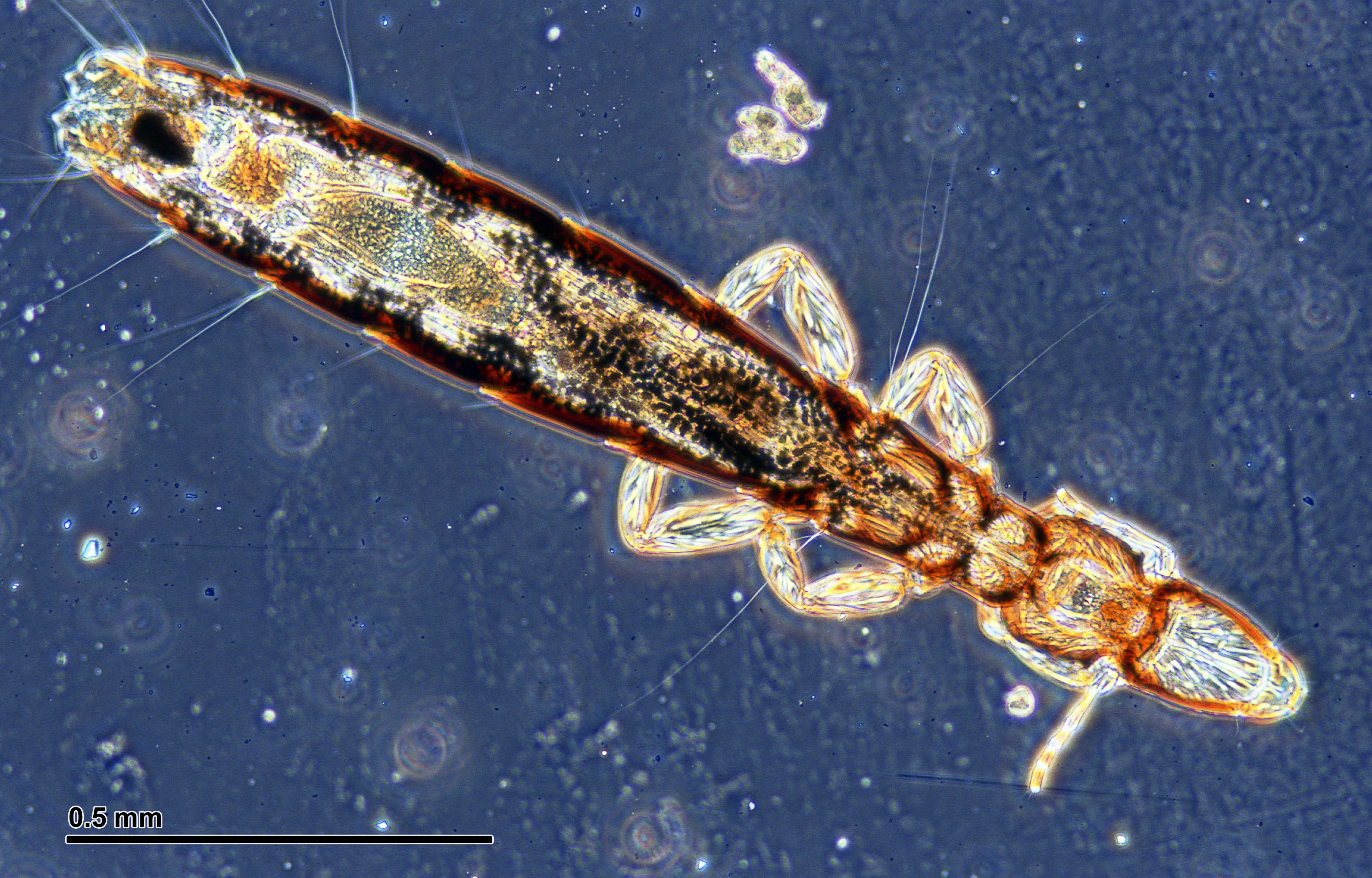
Columbicola columbae
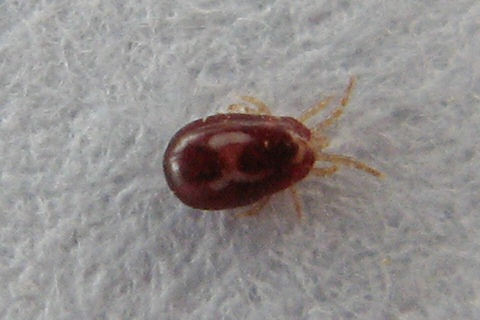
Dermanyssus gallinae